# Зачистский сельсовет
Зачистский сельсовет — упразднённая административная единица на территории Борисовского района Минской области Белоруссии.

## История
18 декабря 2009 года в состав сельсовета вошло 2 населённых пункта упразднённого Бродовского сельсовета - Кострица и Михайлово.
8 июня 2016 года Пригородный и Зачистский сельсоветы объединены в одну административно-территориальную единицу - Пригородный сельсовет Борисовского района Минской области.

## Состав
Зачистский сельсовет включал 12 населённых пунктов:
- Белое — деревня
- Борки — деревня
- Бутелевщина — деревня
- Зачистье — агрогородок
- Козлы 2 — деревня
- Корнюшкин Застенок — деревня
- Кострица — деревня
- Кринички — деревня
- Михайлово — деревня
- Новое Село — деревня
- Новое Янчино — деревня
- Узнацкий Угол — деревня